# Elsa Beskow
Elsa Beskow (geboren Maartman, Stockholm, 11 februari 1874 - Djursholm, 30 juni 1953) was een Zweeds schrijfster en illustrator van jeugdboeken.

## Biografie
Elsa Maartman werd geboren als oudste dochter van zakenman Bernt Maartman (1841-1889) en Augusta Fahlstedt (1850-1915) en groeide op met een broer en vier zussen. Beskow was al heel jong gefascineerd door tekenen en schrijven en volgde kunstonderwijs aan de technische school (Tekniska skolan) te Stockholm. Daarna werkte ze als tekenlerares aan de middelbare school te Djursholm waar ze schooldirecteur en theoloog Natanael Beskow  ontmoette, waarmee ze in 1897 trouwde. Ze kregen samen zes zonen.
In 1894 begon Beskow bijdragen te leveren voor Jultomten, een tijdschrift voor kinderen. Ze maakte in totaal 33 prentenboeken en acht sprookjesboeken. De natuur en sprookjesfiguren spelen een heel belangrijke rol in haar prentenboeken. Beskow combineerde vaak werkelijkheid met elementen uit de sprookjeswereld. Kinderen ontmoeten elfen of kabouters en boerderijdieren praten met mensen. Centrale thema's waren de relaties tussen kinderen en volwassenen. Beskow werd de bekendste jeugdauteur in Zweden en veel van haar boeken werden klassiekers en worden voortdurend herdrukt. Beskow illustreerde ook ABC-boeken en liedjesboeken voor Zweedse scholen. Haar boekpagina's worden vaak omlijst door decoraties in art-nouveau-stijl.
In 1938 ontving Beskow de Zweedse koninklijke onderscheiding Litteris et Artibus.